# Нилсен (тауншип, Миннесота)
Нилсен (англ. Nilsen) — тауншип в округе Уилкин, Миннесота, США. На 2000 год его население составило 59 человек.

## География
По данным Бюро переписи населения США площадь тауншипа составляет 93,7 км², из которых 93,7 км² занимает суша, водоёмов нет.

## Демография
По данным переписи населения 2000 года здесь находились 59 человек, 21 домохозяйство и 17 семей. Плотность населения —  0,6 чел./км². На территории тауншипа расположена 31 постройка со средней плотностью 0,3 построек на один квадратный километр. Расовый состав населения: 100,00 % белых.
Из 21 домохозяйств в 38,1 % воспитывались дети до 18 лет, в 85,7 % проживали супружеские пары и в 14,3 % домохозяйств проживали несемейные люди. 14,3 % домохозяйств состояли из одного человека, при том 9,5 % из — одиноких пожилых людей старше 65 лет. Средний размер домохозяйства — 2,81, а семьи — 3,11 человека.
28,8 % населения — младше 18 лет, 3,4 % — в возрасте от 18 до 24 лет, 25,4 % — от 25 до 44, 27,1 % — от 45 до 64, и 15,3 % — старше 65 лет. Средний возраст — 40 лет. На каждые 100 женщин приходилось 110,7 мужчин. На каждые 100 женщин старше 18 приходилось 121,1 мужчин.
Средний годовой доход домохозяйства составлял 81 111 долларов, а средний годовой доход семьи —  51 250 долларов. Средний доход мужчин —  70 625  долларов, в то время как у женщин — 19 000. Доход на душу населения составил 38 902 доллара. За чертой бедности находились 13,3 % семей и 9,1 % всего населения тауншипа.